# Affligem
Affligem (fr. Afflighem) – miejscowość i gmina (gemeente) w Belgii, w Regionie Flamandzkim, w prowincji Brabancja Flamandzka, w okręgu Halle-Vilvoorde. 1 stycznia 2024 roku liczyła 13 651 mieszkańców.

## Demografia
- Źródła: NIS, od 1806 do 1981= według spisu; od 1990 liczba ludności w dniu 1 stycznia

1 stycznia 2024 całkowita populacja Affligem liczyła 13 651 osób. Łączna powierzchnia gminy wynosi 17,92 km², co daje gęstość zaludnienia 762 mieszkańców na km².

## Podział administracyjny
W skład gminy wchodzą trzy dzielnice (deelgemeente):
- Essene
- Hekelgem
- Teralfene

## Współpraca
Miejscowość partnerska:
- Valea Chioarului, Rumunia